# Schaumnest

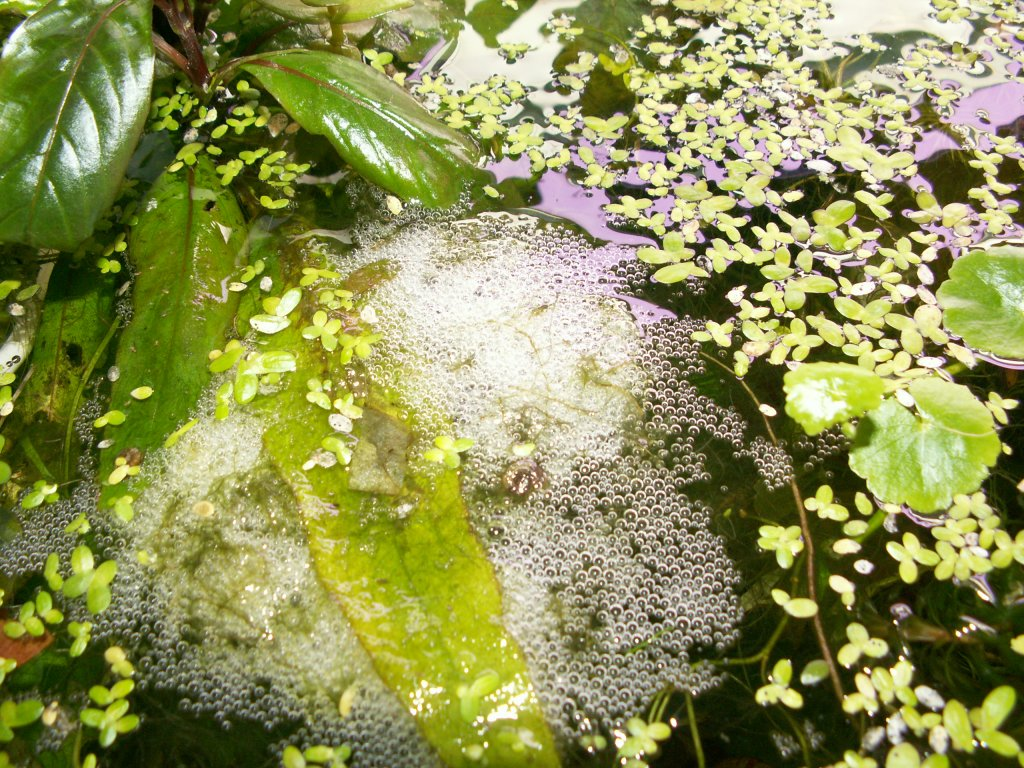
Schaumnest des Zwergfadenfischs

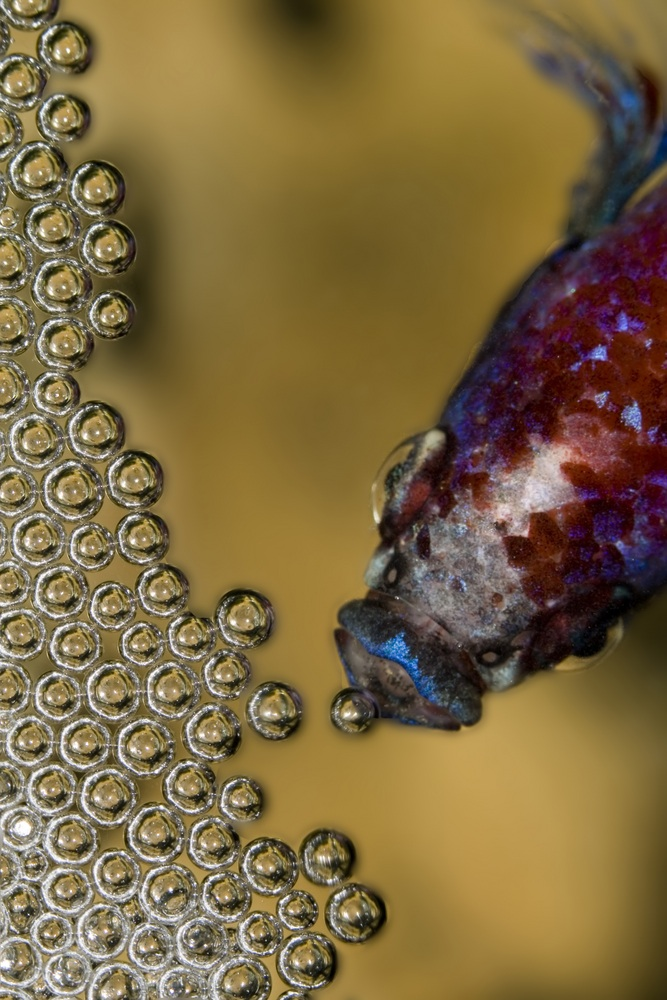
Männlicher Siamesischer Kampffisch (Zuchtform) beim Nestbau

Als Schaumnest wird das von einigen Fischarten, darunter Labyrinthfische wie etwa Siamesische Kampffische, Paradiesfische, Gepunktete Fadenfische sowie verschiedene Welsartige, zur Fortpflanzungszeit gebaute Nest bezeichnet. Es besteht aus mit Sekret umhüllten Luftbläschen und hat hierdurch das Aussehen von Schaum.
Das Schaumnest wird überwiegend von den Männchen gebaut und von den meisten Arten zwischen einer dichten Schwimmpflanzendecke verankert. Einige wenige Arten wie z. B. der Smaragd-Kampffisch bauen ihr Schaumnest auch in Höhlen oder kleinen Unterständen. In diesem Nest werden die befruchteten Eier gesammelt, die durch ihren Fettgehalt nach oben steigen. Die Nester werden bis zum Freischwimmen der Jungen bewacht.
Schaumnester werden auch von anderen Tieren angelegt, z. B. Insekten (siehe Kuckucksspucke) und Amphibien (siehe Wallace-Flugfrosch).